# Rue du Conseil-Souverain
La rue du Conseil-Souverain est une voie de la commune française de Colmar.

## Situation et accès

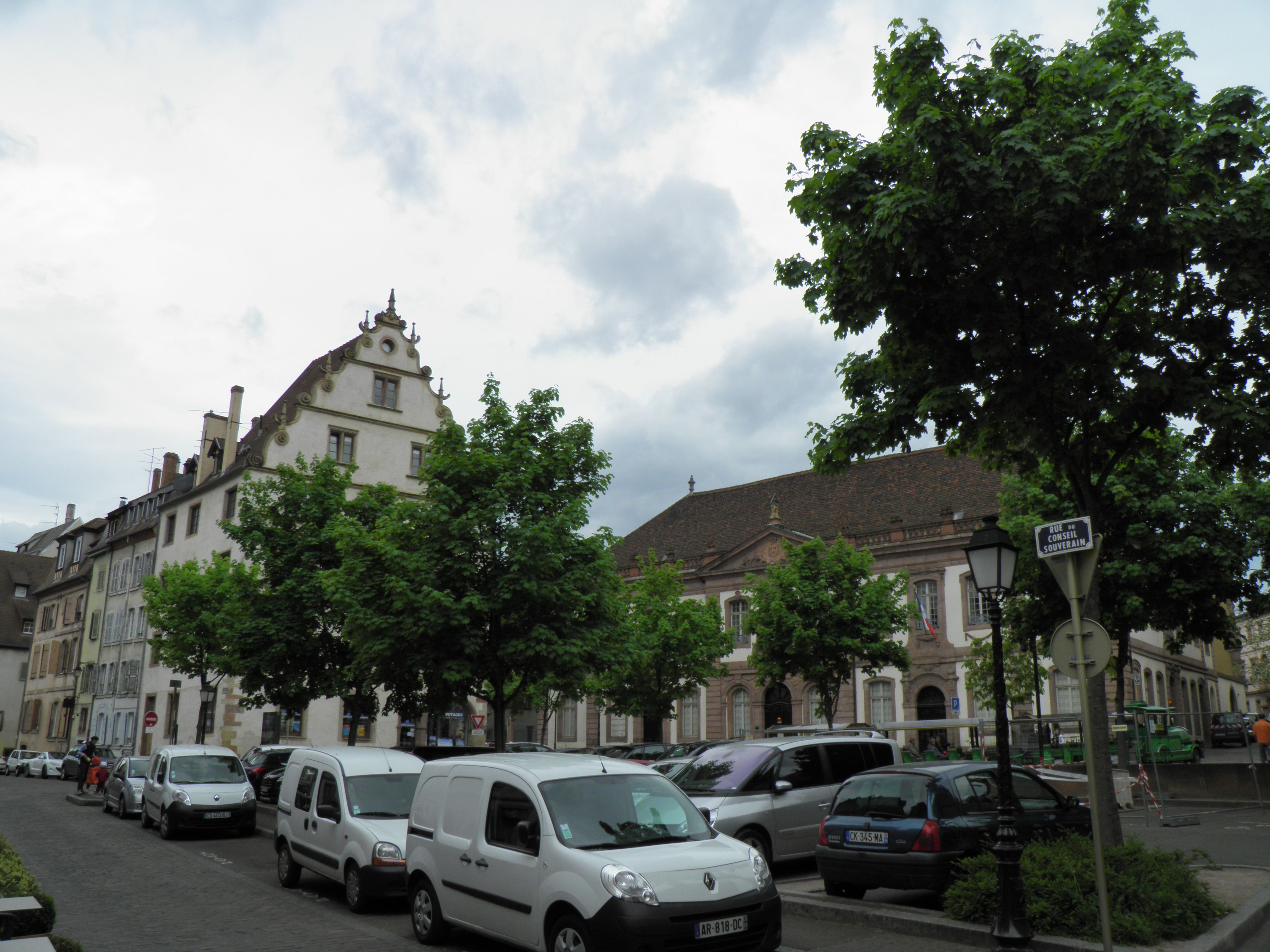
Rue du Conseil-Souverain avec la maison Kern (à gauche) et le palais du Conseil souverain d'Alsace (à droite)

Cette voie de circulation, d'une longueur de 65 m, se trouve dans le quartier centre.
On y accède par les des Tanneurs, Saint-Jean, l'impasse de la Maison-Rouge et la place du Marché-aux-Fruits.
Cette voie n'est pas desservie par les bus de la TRACE.

## Origine du nom
La rue doit son nom au conseil souverain d'Alsace, qui siégea dans le palais du même nom à partir de 1698.

## Bâtiments remarquables et lieux de mémoire
Dans cette rue se trouvent des édifices remarquables[Lesquels ?].

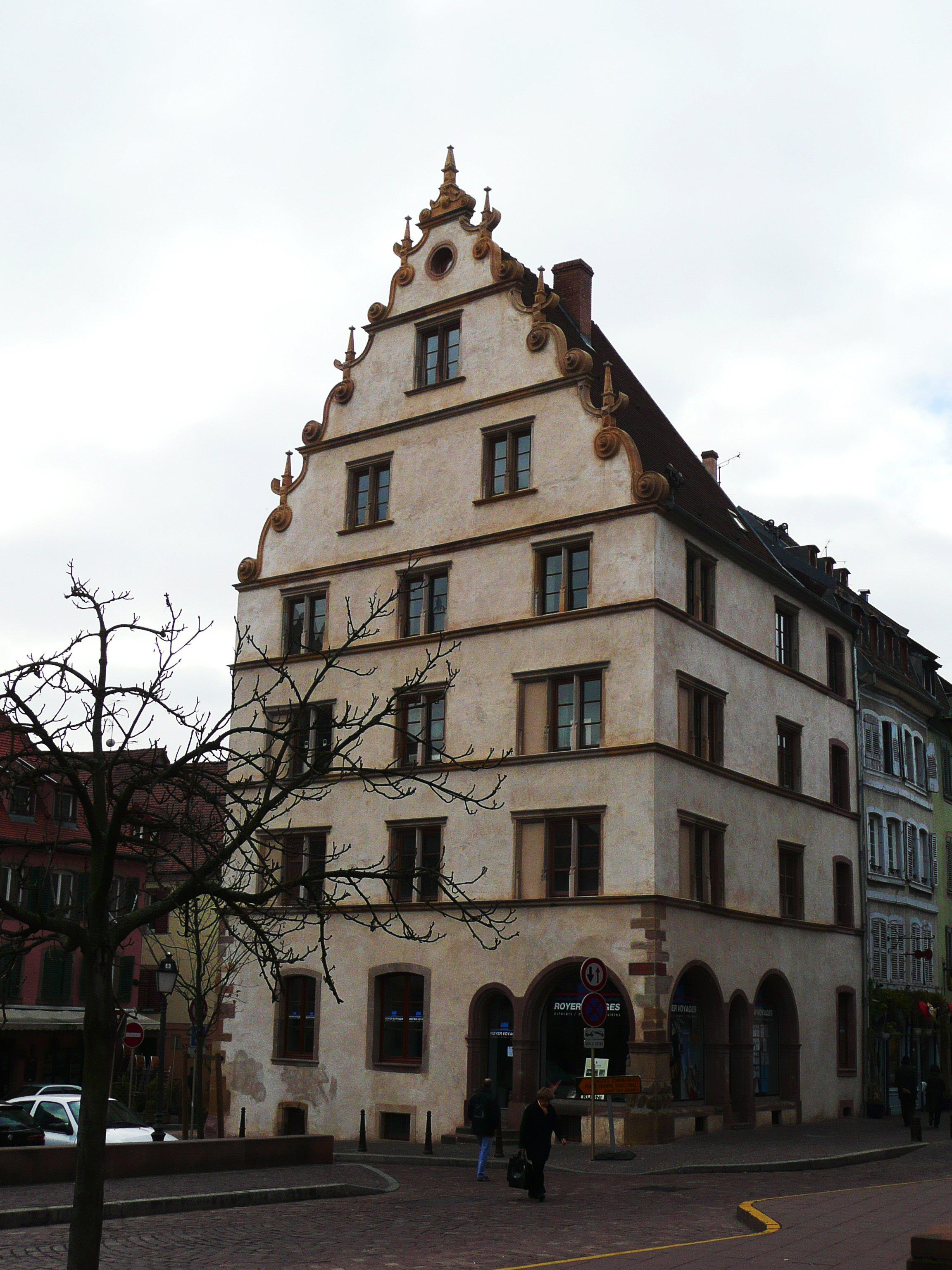
Maison Kern (1594) au no 1 Inscrit MH (1990)